# Приманки
«Приманки» (англ. Decoys) — фантастический канадский комедийный фильм ужасов 2004 года режиссёра Мэттью Хатингса. В 2007 году вышел сиквел фильма под названием «Приманки 2: Второе обольщение».

## Сюжет
Молодые студенты Люк и Роджер всячески пытаются расстаться со своей девственностью, что у них не очень-то и получается. Но однажды по соседству появляются две сексапильные девушки Лили и Констанция, которые сразу начинают заигрывать с парнями. Однако ситуация вскоре осложняется: после знакомства, случайно наблюдая как девушки раздеваются, Люк становится свидетелем того, что у одной из девушек из живота появляются длинные скользкие щупальца. Сексапильные блондинки оказываются вовсе не людьми, а прибывшими из далёкого космоса инопланетными существами. Естественно, Люку никто не верит, но вскоре начинают совершаться разного рода убийства, причём прежде чем убить очередную жертву, пришельцы вступают с ней в сексуальный контакт.

## В ролях
| Актёр               | Роль                   |
| ------------------- | ---------------------- |
| Кори Севьер         | Люк                    |
| Элайас Туфексис     | Роджер                 |
| Стефани фон Пфеттен | Лили                   |
| Ким Пурье           | Констанция             |
| Меган Ори           | Алекс                  |
| Эннис Эсмер         | Гибби                  |
| Сара Смит           | принцесса Роуздейл     |
| Криста Морин        | Викки Викерс           |
| Марк Тротье         | Бобби Джонсон          |
| Кэрри Колак         | Наташа                 |
| Лия Грэм            | Мелоди                 |
| Ричард Берджи       | детектив Фрэнсис Кирк  |
| Николь Эггерт       | детектива Аманда Уоттс |
| Дон Гастингс        | судмедэксперт          |
| Майк Лобель         | спортсмен              |